# Рахья, Яакко Абрамович

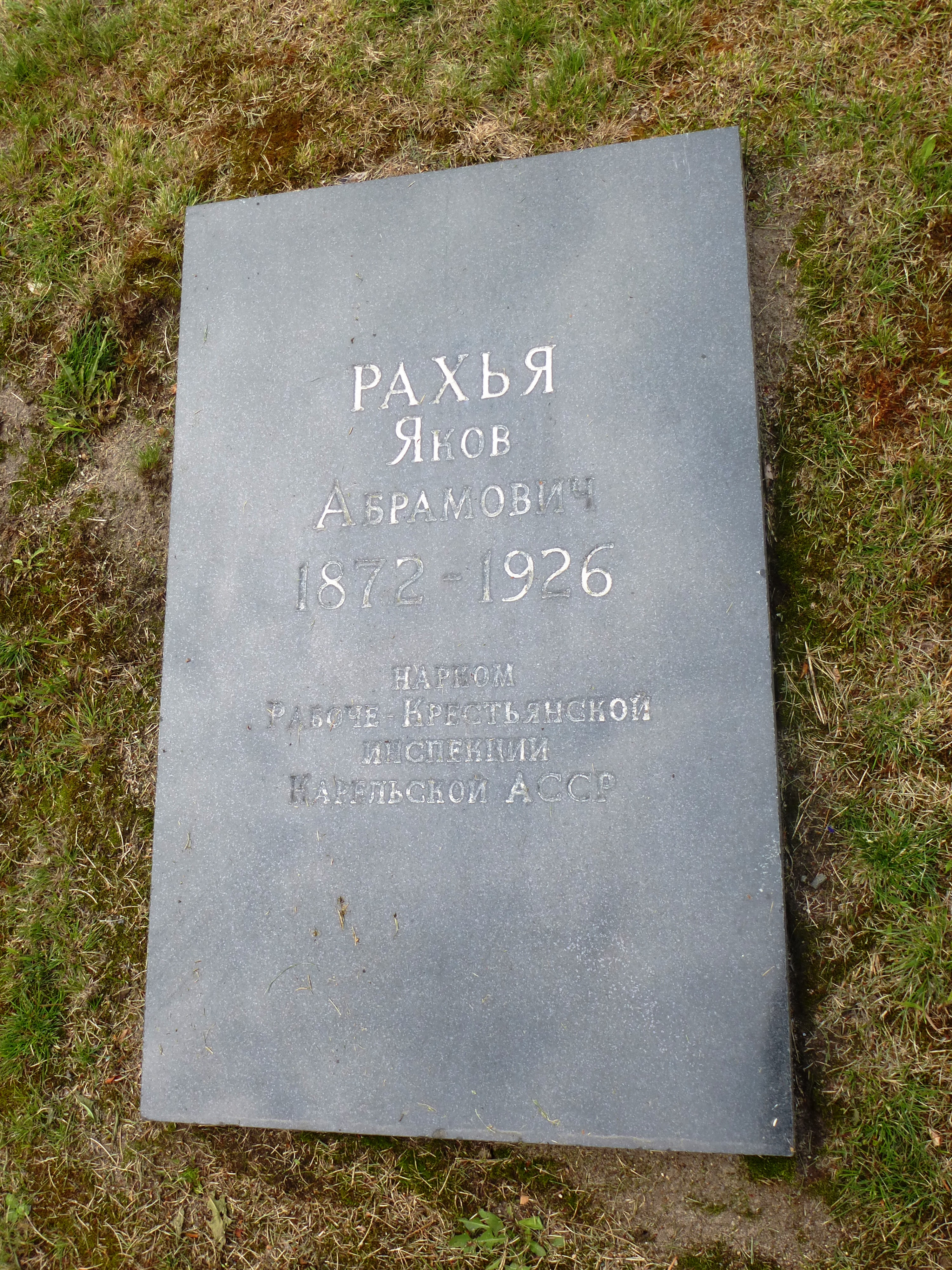
Памятная плита на Братской могиле в Петрозаводске

Я́акко (Я́ков) Абра́мович Ра́хья (фин. Jaakko Rahja; 13 января 1872, Калайоки (Финляндия) — 22 февраля 1926, Петрозаводск) — деятель финского и русского революционного движения, советский политический и государственный деятель.
Брат Эйно Рахья и Юкка Рахья.

## Биография
Старший из трёх братьев Рахья. Родился на севере Финляндии в общине города Калайоки (Kalajoki), одна из деревень которой называется Rahja. Его братья Эйно и Юкка родились в Кронштадте.
Работал на финской железной дороге, участвовал в гражданской войне в Финляндии, позже занимал политические и административные должности в Советской России.
Был Главным Уполномоченным Железных дорог Финляндской Республики по отделу Тяги.
При содействии В. И. Ленина в январе-марте 1918 года совершил поездку на поезде на Урал и в Сибирь, где закупил продовольствие для нужд рабочих и крестьян Финляндской Социалистической Рабочей Республики.
После поражения финской Красной гвардии в гражданской войне бежал в Советскую Россию.
Был ранен 31 августа 1920 года в Клубе Куусинена во время нападения соратников-коммунистов, недовольных поведением партийного руководства.
Работал заместителем председателя ЦИК Петроградской губернии по делам национальностей.
Затем в Автономной Карельской ССР являлся членом Центрального Исполнительного Комитета и наркомом Рабоче-Крестьянской Инспекции АКССР.
Умер от туберкулёза лёгких.
Похоронен в Братской могиле на площади Ленина в Петрозаводске.